# Verrallina petroelephantus
Verrallina petroelephantus är en tvåvingeart som beskrevs av Wijesundara 1951. Verrallina petroelephantus ingår i släktet Verrallina och familjen stickmyggor.
Artens utbredningsområde är Sri Lanka. Inga underarter finns listade i Catalogue of Life.